# 함명수
함명수(咸明洙, 1928년 2월 15일~2016년 11월 23일)는 대한민국의 군인 출신 정치인이다.
본관은 강릉이며 평양 출신이다. 해군참모총장을 지내고 군에서 예편했다. 제9·10대 국회의원을 역임했다.

## 학력
- 평양사범학교 졸업
- 대한민국 해군사관학교 1기 졸업
- 대한민국 육군보병학교 졸업
- 미국 해군대잠전학교 졸업
- 미국 미주리 종합군사학원 졸업
- 대한민국 해군대학 졸업
- 미국 해군참모대학교 졸업
- 대한민국 국방대학교 졸업
- 대한민국 국방대학원 행정학 석사 졸업

## 약력
- 1964년 ~ 1966년 : 제7대 해군참모총장
- 한국수산개발공사 사장
- 한영공업주식회사 사장
- 1973년 ~ 1979년 : 제9대 국회의원 (유신정우회)
- 유신정우회 부총무
- 국제의원연맹 총회 대한민국 대표
- 1979년 ~ 1980년 : 제10대 국회의원 (유신정우회)
- 국회 보건사회위원장
- 인하대학교 겸임교수
- 자유민주연합 외교안보행정특임위원(1995년)

## 가족 관계
- 배우자 : 조정애
  - 아들 : 함영태
  - 장녀 : 함영주
    - 첫째 사위 : 김영순

  - 차녀 : 함임주
    - 둘째 사위 : 박광빈

  - 삼녀 : 함승희
    - 셋째 사위 : 조형래

## 역대 선거 결과
|  | 0% |

|  | 0% |